# 1050년

## 연호
- 북송(北宋) 황우(皇祐) 2년
- 요(遼) 중희(重熙) 19년
- 일본(日本) 에이쇼(永承) 5년
- 서하(西夏) 천우수성(天祐垂聖) 원년
- 리 왕조(李朝) 숭흥다이바오(崇興大寶) 2년

## 기년
- 고려(高麗) 문종(文宗) 4년
- 북송(北宋) 인종(仁宗) 28년
- 요(遼) 흥종(興宗) 20년
- 서하(西夏) 의종(毅宗) 2년
- 리 왕조(李朝) 태종(太宗) 23년

## 탄생
- 11월 11일 - 신성로마제국의 하인리히 4세